# Alvand Rud
Pour les articles homonymes, voir Alvand et Hulwan.
Alvand Rud, Rud-e Alvand, Ab-e Alvand, Alvand, Alwand est un cours d'eau nommé Nahr Hulwan, Hulwan par les Arabes, sans doute parce qu'il arrose la ville de Hulwan (actuelle Sarpol-e Zahab) en Iran.

## Géographie
Cette rivière prend sa source dans le massif du Zagros. Son cours de 150 km environ, va du sud-est au nord-ouest, puis à mi parcours à Qasr-e Chirin elle se dirige alors vers le sud. Elle traverse la frontière avec l'Irak près de Khanaqin avant de se jeter dans la Diyala qui va ensuite mêler ses eaux à celles du Tigre en aval de Bagdad.
La vallée de l'Alvand est la voie naturelle pour pénétrer dans le massif du Zagros depuis la Mésopotamie.
L'eau de cette rivière provient de sources qui lui donnent une faible minéralisation et une température fraîche appréciée de nombreuses espèces de poissons.